# Organización territorial del Ejército español en 1936

Bandera de la Segunda República Española (1931-1939).

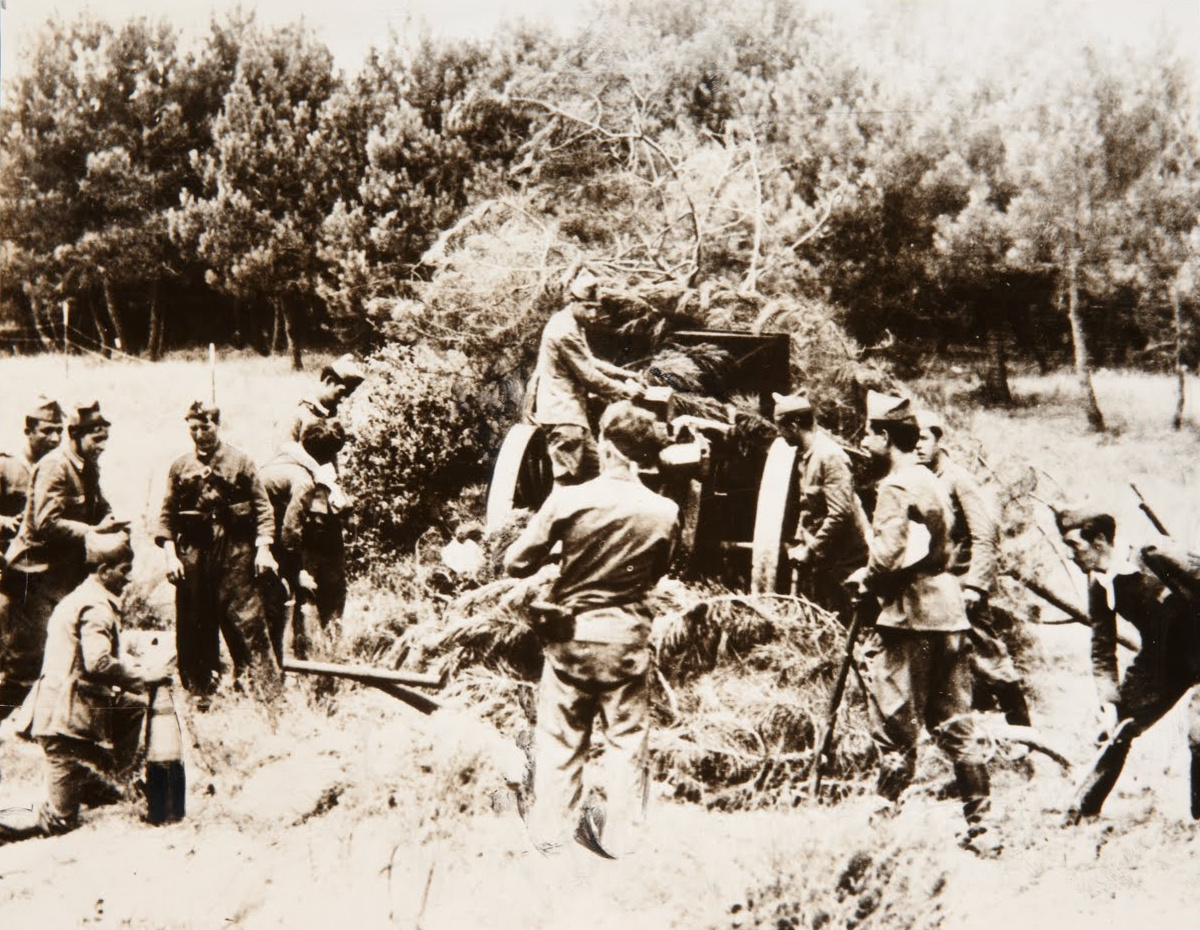
Efectivos del Ejército de Tierra, manejando una pieza de artillería (1936).

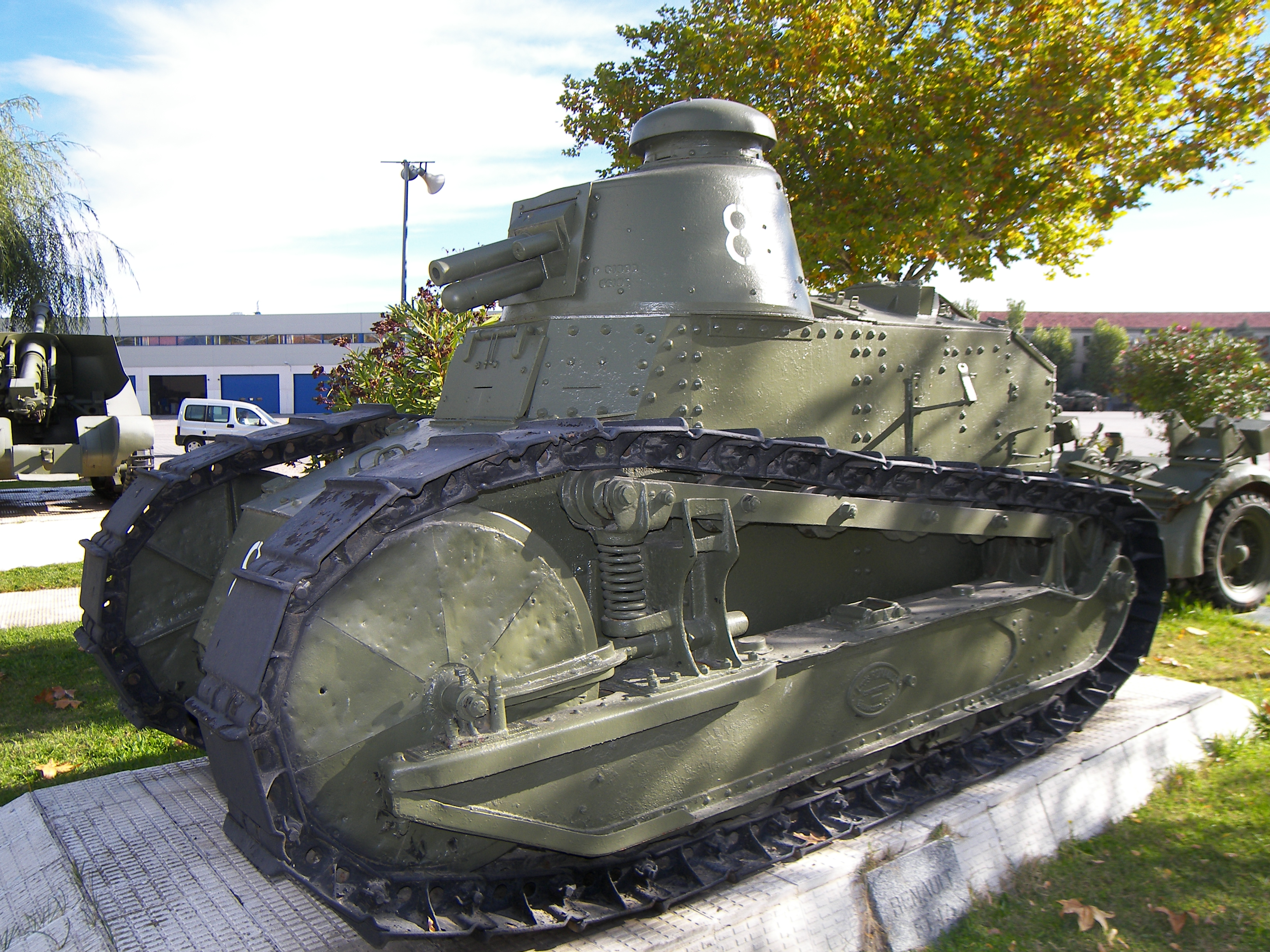
Un FT-17, el principal carro de combate del Ejército Español en 1936.

La organización territorial del Ejército de España en 1936, justo antes del inicio de la guerra civil española, se articulaba en once mandos militares territoriales de tipo divisionario. Ocho de ellos eran las divisiones orgánicas, otros tres las comandancias militares y el último correspondía al Territorio de Marruecos.

## Situación general en 1936
La reforma militar de Azaña seguía en pie, con muy ligeros retoques añadidos por los ministros Diego Hidalgo y José María Gil-Robles. El 18 de julio de 1936, por lo menos en aquellas guarniciones donde triunfó la sublevación, era evidente que el Ejército constituía una fuerza coherente y bien o al menos decentemente pertrechada.
El Ejército de Tierra de España después de las reformas de Azaña disponía de ocho divisiones de Infantería, una en cada una de las regiones militares, tres brigadas independientes de Infantería, dos en los Pirineos y otra en Asturias, una división de Caballería, y una serie de unidades de Cuerpo de Ejército y Ejército, las guarniciones de las islas, las colonias y las bases navales y otras unidades complementarias. Lo cierto es que a pesar de que la reorganización del ejército mejoró enormemente su operatividad y se aumentó la plantilla de armamento, el ejército seguía siendo poco flexible, con una motorización en 1936 que apenas alcanzaba los 1.600 vehículos de tracción mecánica, de los cuales 1.063 se encontraban en la Península, y aproximadamente otros 600 estaban repartidos por las posesiones de África, 524 de ellos en el protectorado de Marruecos. Por tanto, la mecanización del ejército era prácticamente paupérrima, sumamente menor que en las plantillas.
- Cada división de Infantería constaba de dos brigadas a dos regimientos del Arma, una brigada de Artillería a dos regimientos, un batallón de Zapadores y otras fuerzas de Caballería, Ingenieros, Intendencia y Sanidad.

- La división de Caballería constaba de tres brigadas del Arma a dos regimientos, un grupo de autoametralladoras-cañón, un batallón ciclista, un regimiento de Artillería a caballo y tropas de Ingenieros y Servicios.

- En los dos archipiélagos había fuerzas del orden de una brigada de Infantería en cada uno.

- En el Protectorado marroquí coexisten fuerzas de reclutamiento ordinario y especial. Entre las primeras se encuentran seis batallones de Cazadores, dos de ametralladoras, dos de agrupaciones de Artillería, dos de Ingenieros, tres grupos de Intendencia y tres de Sanidad. Entre los de reclutamiento especial están dos legiones (regimientos) del Tercio de Extranjeros, a tres banderas (batallones) cada una; cinco grupos de Regulares a tres tabores (batallones) de Infantería y un tabor de Caballería, y cinco mehal-las jalifianas.

En 1936 el personal en plantilla era el siguiente:
| Empleo            | Ejército, colonias y Aeronáutica militar | Fuerzas de Orden público | Total   |
| ----------------- | ---------------------------------------- | ------------------------ | ------- |
| Generales         | 96                                       | 8                        | 104     |
| Jefes y Oficiales | 11.668                                   | 2.642                    | 14.310  |
| Suboficiales      | 9.373                                    | 3.785                    | 13.158  |
| Tropa             | 148.682                                  | 60.865                   | 209.547 |
|                   |                                          |                          |         |
| Total             | 169.819                                  | 67.300                   | 237.119 |

### Fuerzas aéreas
Tres escuadras con ocho grupos de caza, reconocimiento e hidros. Seis escuadrillas independientes para los centros de instrucción y misiones especiales.

## Unidades divisionarias
Las Divisiones Orgánicas correspondían a lo que antes y después habían sido o habrían de ser las Capitanías Generales. Cada una de estas Divisiones estaba guarnecida por una División de Infantería compuesta por dos Brigadas de Infantería a dos Regimientos, una Brigada de Artillería con dos Regimientos a tres grupos de tres baterías de cañones de 75 mm en los regimientos impares y de obuses de 105 mm en los pares, un Batallón de Zapadores y una serie de elementos de las Armas y de los Servicios. Cada uno de estos importantes conjuntos de fuerzas, guarnecía un amplio territorio, compuesto por varias provincias.

### Primera División Orgánica
La I División tenía su cabecera en la villa de  Madrid, abarcando la región de Castilla La Nueva y parte de Extremadura con las provincias de Badajoz, Madrid, Toledo, Ciudad Real, Cuenca y Guadalajara. Estaba al mando del general de división Virgilio Cabanellas Ferrer.
| Unidad                     | Mando                    | Regimientos adscritos / Ubicación                                                                                 |
| -------------------------- | ------------------------ | --- |
| 1.ª Brigada de Infantería  | José Miaja Menant        | - Regimiento de Infantería «Wad-Ras» n.º 1, en Madrid. - Regimiento de Infantería «León» n.º 2, en Madrid.        |
| 2.ª Brigada de Infantería  | Luis Castelló Pantoja    | - Regimiento de Infantería «Castilla» n.º 3, en Badajoz. - Regimiento de Infantería «Covadonga» n.º 4, en Madrid. |
| 1.ª Brigada de Artillería  | Manuel Cardenal Dominici | - Regimiento de Artillería ligera n.º 1, en Getafe. - Regimiento de Artillería ligera n.º 2, en Vicálvaro.        |
| 1.er Batallón de Zapadores | Ernesto Carratalá        | En Carabanchel (Madrid).                                                                                          |
| 7.º Batallón de Zapadores  | Mariano Monterde         | En Alcalá de Henares (Madrid).                                                                                    |

### Segunda División Orgánica
La II División tenía su cabecera en la ciudad de Sevilla, abarcando Andalucía y al mando del general de división José Fernández de Villa-Abrille.
| Unidad                    | Mando              | Regimientos adscritos / Ubicación                                                                               |
| ------------------------- | ------------------ | --- |
| 3.ª Brigada de Infantería | Miguel Campins     | - Regimiento de Infantería «Lepanto» n.º 5, en Granada. - Regimiento de Infantería «Granada» n.º 6, en Sevilla. |
| 4.ª Brigada de Infantería | Francisco Patxot   | - Regimiento de Infantería «Pavía» n.º 7, en Algeciras. - Regimiento de Infantería «Vitoria» n.º 8, en Málaga.  |
| 2.ª Brigada de Artillería | Julián López Viota | - Regimiento de Artillería ligera n.º 3, en Sevilla. - Regimiento de Artillería ligera n.º 4, en Granada.       |
| 2.º Batallón de Zapadores | Eduardo Marqueríe  | Acuartelamiento en Sevilla.                                                                                     |

### Tercera División Orgánica
La III División tenía su cabecera en la ciudad de Valencia, abarcando bajo su jurisdicción las regiones de Murcia y Valencia, con las provincias de Murcia, Albacete, Alicante, Castellón y Valencia. Estaba al mando del general de división Fernando Martínez-Monje Restoy.
| Unidad                     | Mando                   | Regimientos adscritos / Ubicación                                                                                     |
| -------------------------- | ----------------------- | --- |
| 5.ª Brigada de Infantería  | Mariano Gamir Ulibarri  | - Regimiento de Infantería «Otumba» n.º 9, en Valencia. - Regimiento de Infantería «Guadalajara» n.º 10, en Valencia. |
| 6.ª Brigada de Infantería  | José García-Aldave      | - Regimiento de Infantería «Tarifa» n.º 11, en Alicante - Regimiento de Infantería «Vizcaya» n.º 12, en Alcoy.        |
| 3.ª Brigada de Artillería  | Eduardo Cavanna del Val | - Regimiento de Artillería ligera n.º 5, en Valencia. - Regimiento de Artillería ligera n.º 6, en Murcia.             |
| 3.er Batallón de Zapadores | ?                       | Acuartelamiento en Valencia.                                                                                          |

### Cuarta División Orgánica
La IV División tenía su cabecera en la ciudad de Barcelona abarcando las cuatro provincias catalanas, al mando del general de brigada Francisco Llano de la Encomienda.
| Unidad                    | Mando                     | Regimientos adscritos / Ubicación                                                                                       |
| ------------------------- | ------------------------- | --- |
| 7.ª Brigada de Infantería | Ángel de San Pedro Aymat  | - Regimiento de Infantería «Badajoz» n.º 13, en Barcelona. - Regimiento de Infantería «Alcántara» n.º 14, en Barcelona. |
| 8.ª Brigada de Infantería | Vacante de mando          | - Regimiento de Infantería «Almansa» n.º 15, en Tarragona. - Regimiento de Infantería «Albuera» n.º 16, en Lérida.      |
| 4.ª Brigada de Artillería | Justo Legorburu Domínguez | - Regimiento de Artillería ligera n.º 7, en Barcelona. - Regimiento de Artillería ligera n.º 8, en Mataró.              |
| 4.º Batallón de Zapadores | ?                         | Acuartelamiento en Barcelona.                                                                                           |

### Quinta División Orgánica
La V División tenía su cabecera en la ciudad de Zaragoza, abarcando las provincias de Huesca, Zaragoza y Teruel, pertenecientes a la región de Aragón, y Soria, perteneciente a Castilla la Vieja, al mando de Miguel Cabanellas Ferrer.
| Unidad                     | Mando                      | Regimientos adscritos / Ubicación                                                                                 |
| -------------------------- | -------------------------- | --- |
| 9.ª Brigada de Infantería  | Elíseo Álvarez-Arenas      | - Regimiento de Infantería «Aragón» n.º 17, en Zaragoza. - Regimiento de Infantería «Gerona» n.º 18, en Zaragoza. |
| 10.ª Brigada de Infantería | Gregorio de Benito Terraza | - Regimiento de Infantería «Galicia» n.º 19, en Jaca. - Regimiento de Infantería «Valladolid» n.º 20, en Huesca.  |
| 5.ª Brigada de Artillería  | Eduardo Martín-González    | - Regimiento de Artillería ligera n.º 9 en Zaragoza. - Regimiento de Artillería ligera n.º 10 en Calatayud.       |
| 5.º Batallón de Zapadores  | ?                          | Acuartelamiento en Zaragoza.                                                                                      |

### Sexta División Orgánica
La VI División tenía su cabecera en la ciudad de Burgos abarcando Navarra, las Vascongadas y, aproximadamente, la mitad de las provincias de Castilla la Vieja: Santander, Burgos, Palencia, Logroño, Álava, Vizcaya, Guipúzcoa y Navarra. Estaba al mando de Domingo Batet Mestres.
| Unidad                     | Mando                    | Regimientos adscritos / Ubicación                                                                                       |
| -------------------------- | ------------------------ | --- |
| 11.ª Brigada de Infantería | Gonzalo González de Lara | - Regimiento de Infantería «Valencia» n.º 21, en Santander. - Regimiento de Infantería «San Marcial» n.º 22, en Burgos. |
| 12.ª Brigada de Infantería | Emilio Mola Vidal        | - Regimiento de Infantería «América» n.º 23, en Pamplona. - Regimiento de Infantería «Bailén» n.º 24, en Logroño.       |
| 6.ª Brigada de Artillería  | Víctor Carrasco Amilibia | - Regimiento de Artillería ligera n.º 11, en Burgos. - Regimiento de Artillería ligera n.º 12, en Logroño.              |
| 6.º Batallón de Zapadores  | José Vallespín Cobián    | Acuartelamiento en San Sebastián.                                                                                       |

### Séptima División Orgánica
La VII División tenía su cabecera en la ciudad de Valladolid, abarcando parte de Castilla la Vieja, parte de Extremadura y parte de la Región de León con las provincias de Zamora, Salamanca, Valladolid, Segovia, Ávila y Cáceres. Estaba al mando del general de división Nicolás Molero Lobo.
| Unidad                     | Mando                  | Regimientos adscritos / Ubicación                                                                                      |
| -------------------------- | ---------------------- | --- |
| 13.ª Brigada de Infantería | Marcial Barro García   | - Regimiento de Infantería «San Quintín» n.º 25, en Valladolid. - Regimiento de Infantería «Toledo» n.º 26, en Zamora. |
| 14.ª Brigada de Infantería | Manuel García Álvarez  | - Regimiento de Infantería «Argel» n.º 27, en Cáceres. - Regimiento de Infantería «La Victoria» n.º 28, en Salamanca.  |
| 7.ª Brigada de Artillería  | Gerardo Ravassa Cuevas | - Regimiento de Artillería ligera n.º 13, en Segovia. - Regimiento de Artillería ligera n.º 14, en Valladolid.         |

### Octava División Orgánica
La VIII División tenía su cabecera en la ciudad de La Coruña abarcando Galicia, Asturias y parte de la Región de León con las provincias de La Coruña, Lugo, Orense, Pontevedra, León y Oviedo. Estaba al mando de Enrique Salcedo Molinuevo.
| Unidad                     | Mando                  | Regimientos adscritos / Ubicación                                                                                |
| -------------------------- | ---------------------- | --- |
| 15.ª Brigada de Infantería | Rogelio Caridad Pita   | - Regimiento de Infantería «Zamora» n.º 29, en La Coruña. - Regimiento de Infantería «Zaragoza» n.º 30, en Lugo. |
| 16.ª Brigada de Infantería | Carlos Bosch y Bosch   | - Regimiento de Infantería «Burgos» n.º 31, en León. - Regimiento de Infantería «Milán» n.º 32, en Oviedo.       |
| 8.ª Brigada de Artillería  | José Iglesias Martínez | - Regimiento de Artillería ligera n.º 15, en Pontevedra - Regimiento de Artillería ligera n.º 16, en La Coruña.  |
| 8.º Batallón de Zapadores  | Luis Valcárcel         | Acuartelamiento en Gijón (Oviedo).                                                                               |

### División de Caballería
La división estaba formada por tres Brigadas a dos Regimientos de Sables y estaba al mando el general de división Cristóbal Peña Abuín.
| Unidad                                   | Mando                    | Regimientos adscritos / Ubicación                                                                                         |
| ---------------------------------------- | ------------------------ | --- |
| 1.ª Brigada de Caballería (Palencia)     | Antonio Ferrer de Miguel | - Regimiento de Caballería «Villarobledo» n.º 1, en Palencia. - Regimiento de Caballería «Calatrava» n.º 2, en Salamanca. |
| 2.ª Brigada de Caballería (Barcelona)    | Álvaro Fernández Burriel | - Regimiento de Caballería «Santiago» n.º 3, en Barcelona. - Regimiento de Caballería «Montesa» n.º 4, en Barcelona.      |
| 3.ª Brigada de Caballería (Vitoria)      | Ángel García Benítez     | - Regimiento de Caballería «España» n.º 5, en Burgos. - Regimiento de Caballería «Numancia» n.º 6, en Vitoria.            |
| Otras unidades adscritas a la División   |                          | |
| Regimiento de Artillería a Caballo n.º 1 | Enrique Cañedo           | En Campamento (Madrid).                                                                                                   |
| Batallón ciclista                        | Gumersindo de Azcárate   | En Alcalá de Henares (Madrid).                                                                                            |
| Grupo de Autoametralladoras-Cañón        | ?                        | En Aranjuez (Madrid). |

## Unidades independientes
Existía un buen número de unidades que no formaban parte ni de las Divisiones orgánicas ni de la División de Caballería, sino que tenían la categoría de "Cuerpo de Ejército" o de "Ejército", y en principio eran orgánicamente autónomas aunque estuvieran acuarteladas dentro de la jurisdicción territorial de una División Orgánica.

### Grupos de Defensa Contra Aeronaves (DCA)
Tenían la consideración de unidades de Ejército. Cada grupo estaba formado por dos baterías de cuatro cañones Skoda de 76,5 mm Mod. 1919, cada una.
| Unidad                                  | Mando          | Ubicación               |
| --------------------------------------- | -------------- | ----------------------- |
| Grupo de Defensa Contra Aeronaves n.º 1 | Enrique Flores | En Campamento (Madrid). |
| Grupo de Defensa Contra Aeronaves n.º 2 | ?              | En Zaragoza.            |

### Grupos de Información de Artillería
El Grupo n.º 1 tenía la consideración de unidad de Ejército y ejercía además como unidad Escuela de Información y Topografía, con su base en Madrid. No ocurría lo mismo con los Grupos de Información n.º 2 y n.º 3, que tenían la consideración de Cuerpo de Ejército.
| Unidad                                   | Mando                   | Ubicación                |
| ---------------------------------------- | ----------------------- | ------------------------ |
| Grupo de Información de Artillería n.º 1 | Francisco Pérez Montero | En Carabanchel (Madrid). |
| Grupo de Información de Artillería n.º 2 | ?                       | En Valladolid.           |
| Grupo de Información de Artillería n.º 3 | ?                       | En Barcelona.            |

### Brigadas de Montaña
Las Brigadas de Montaña tenían la consideración de unidades de Ejército. Cada brigada estaba formada por dos medias brigadas; una media brigada se componía de dos batallones de infantería de montaña, mientras que la otra media brigada estaba compuesta por dos batallones de infantería y un regimiento de artillería de montaña.
| Brigada                         | Mando                   | Unidades adscritas/Ubicación |
| ------------------------------- | ----------------------- | --- |
| 1.ª Brigada de Montaña (Gerona) | Jacinto Fernández Ampón | - Batallón de montaña «Chiclana» n.º 1, en Figueras. - Batallón de montaña «Asia» n.º 2, en Gerona. - Regimiento de artillería de montaña n.º 1, en Barcelona. - Batallón de montaña «Madrid» n.º 3, en Seo de Urgel. - Batallón de montaña «Ciudad Rodrigo» n.º 4, en Barbastro. |
| 2.ª Brigada de Montaña (Bilbao) | Vacante de mando.       | - Batallón de montaña «Flandes» n.º 5, en Vitoria. - Batallón de montaña «Garellano» n.º 6, en Bilbao. - Regimiento de artillería de montaña n.º 2, en Vitoria. - Batallón de montaña «Arapiles» n.º 7, en Estella. - Batallón de montaña «Sicilia» n.º 8, en Pamplona.           |

### Regimientos de Artillería Pesada
Los regimientos de artillería pesada tenían la consideración de unidades de Cuerpo de Ejército. Cada regimiento estaba formado por dos grupos: el primero estaba equipado con piezas de artillería de 150mm, mientras que el segundo contaba con obuses de 155mm.
| Unidad                                | Mando                  | Ubicación            |
| ------------------------------------- | ---------------------- | -------------------- |
| Regimiento de Artillería Pesada n.º 1 | Ciriaco Cascajo        | En Córdoba.          |
| Regimiento de Artillería Pesada n.º 2 | ?                      | En Gerona.           |
| Regimiento de Artillería Pesada n.º 3 | León Carrasco Amilibia | En San Sebastián.    |
| Regimiento de Artillería Pesada n.º 4 | ?                      | En Medina del Campo. |

### Regimientos ligeros de Carros de Combate
Los Regimientos de Carros de Combate tenían la consideración de unidades de Ejército. Las fuerzas de carros de combate estaban formadas teóricamente por dos regimientos, que su vez estaban constituidos por dos batallones. En teoría cada regimiento debía contar con 7 carros de mando, 36 carros con ametralladora y 24 carros con cañón, pero en 1936 cada regimiento contaba sólo con 5 carros ametralladores Renault FT-17, supervivientes de la campaña de Marruecos.
| Unidad                                       | Mando          | Ubicación    |
| -------------------------------------------- | -------------- | ------------ |
| Regimiento ligero de Carros de Combate n.º 1 | Ángel Cuadrado | En Madrid.   |
| Regimiento ligero de Carros de Combate n.º 2 | ?              | En Zaragoza. |

### Regimientos de Caballería
Los Regimientos de Caballería tenían la consideración de unidades de Cuerpo de Ejército. Estos regimientos eran de igual composición y efectivos que los regimientos que componían la División de Caballería. En época de guerra, se preveía que proveyeran un escuadrón a cada División Orgánica y escuadrones para formar grupos de Cuerpo de Ejército.
| Unidad                                       | Mando             | Ubicación      |
| -------------------------------------------- | ----------------- | -------------- |
| Regimiento de Caballería «Taxdir» n.º 7      | Santiago Mateo    | En Sevilla.    |
| Regimiento de Caballería «Lusitania» n.º 8   | Juan Muñoz García | En Valencia.   |
| Regimiento de Caballería «Castillejos» n.º 9 | José Monasterio   | En Zaragoza.   |
| Regimiento de Caballería «Farnesio» n.º 10   | ?                 | En Valladolid. |

### Regimientos de Ferrocarriles
Los Regimientos de Ferrocarriles tenían la consideración de unidades de Ejército. Desde su nacimiento, habían sido creados para transportar tropas y pertrechos al frente con rapidez. Cada regimiento estaba formado a su vez por dos batallones. Todos ellos tenían su acuartelamiento en las instalaciones militares de Leganés.
| Unidad                            | Mando                       | Ubicación            |
| --------------------------------- | --------------------------- | -------------------- |
| Regimiento de Ferrocarriles n.º 1 | Enrique del Castillo Miguel | En Leganés (Madrid). |
| Regimiento de Ferrocarriles n.º 2 | Manuel Aspiazu Paúl         | En Leganés (Madrid). |

### Batallones de Ametralladoras
| Unidad                           | Mando              | Ubicación               |
| -------------------------------- | ------------------ | ----------------------- |
| Batallón de Ametralladoras n.º 1 | Primitivo Peire    | En Castellón.           |
| Batallón de Ametralladoras n.º 2 | José Puente Ruiz   | En Plasencia (Cáceres). |
| Batallón de Ametralladoras n.º 3 | Juan Huerta Topete | En Almería.             |
| Batallón de Ametralladoras n.º 4 | ?                  | En Manresa (Barcelona). |

### Otros
| Unidad                              | Mando                          | Ubicación                    |
| ----------------------------------- | ------------------------------ | ---------------------------- |
| Regimiento de Zapadores-Minadores   | Tomás Fernández de la Quintana | En Madrid.                   |
| Regimiento de Aerostación           | Francisco Delgado Jiménez      | En Guadalajara.              |
| Regimiento de Transmisiones         | Juan Carrascosa Reveillat      | En El Pardo (Madrid).        |
| Batallón de la Guardia Presidencial | Leopoldo Menéndez López        | En Madrid.                   |
| Grupo del Ministerio de la Guerra   | ?                              | En Madrid.                   |
| Batallón de Pontoneros              | ?                              | Acuartelamiento en Zaragoza. |
| Grupo de Alumbrado e Iluminación    | ?                              | En Madrid.                   |
| Grupo Mixto de Zapadores            | ?                              | En Madrid.                   |

## Comandancias militares
Corresponden a los dos archipiélagos, Baleares y Canarias, y una tercera al territorio de Asturias, secuela de la Revolución de Asturias de 1934.

### Comandancia Militar de Baleares
La Comandancia Militar de Baleares tenía su sede en la ciudad de Palma de Mallorca (Baleares). Su jefe era Manuel Goded Llopis, dependiendo de él las tropas de Palma de Mallorca mientras que las de Mahón lo eran del general José Bosch y Atienza.
| Unidades adscritas / Ubicación |
| --- |
| - Regimiento de Infantería «Palma» n.º 36, en Palma de Mallorca. - Regimiento de Infantería «Baleares» n.º 37, en Mahón. - Grupo Mixto de Artillería n.º. 1, en Mallorca. - Grupo Mixto de Ingenieros n.º 1, en Mallorca. - Grupo Mixto de Ingenieros n.º 2, en Menorca. |

### Comandancia Militar de Canarias
La Comandancia Militar de Canarias estaba situada en la ciudad de Santa Cruz de Tenerife Su jefe era Francisco Franco Bahamonde. Las tropas de las Palmas de Gran Canaria dependían del general Amado Balmes Alonso.
| Unidades adscritas / Ubicación |
| --- |
| - Regimiento de Infantería «Tenerife» n.º 38, en Santa Cruz de Tenerife. - Regimiento de Infantería «Canarias» n.º 39, en Las Palmas de Gran Canaria. - Grupo Mixto de Artillería n.º 2, en Santa Cruz de Tenerife. - Grupo Mixto de Artillería n.º 3, en Las Palmas de Gran Canaria. - Grupo Mixto de Ingenieros n.º 3, en Santa Cruz de Tenerife. - Grupo Mixto de Ingenieros n.º 4, en Las Palmas de Gran Canaria. |

### Comandancia Militar de Asturias
Al mando de Antonio Aranda Mata. En la reforma militar original de Azaña no existía esta comandancia pero tras la Revolución asturiana fue destinada allí una guarnición.
| Unidad                               |  | Unidades adscritos / Ubicación |
| ------------------------------------ |  | --- |
| Brigada Mixta de Montaña de Asturias |  | - Regimiento de Infantería «Milán» n.º 32, en Oviedo. - Regimiento de Infantería «Simancas» n.º 40, en Gijón. - Grupo de Artillería de Montaña, en Oviedo. |

## Bases navales
| Base naval               | Mando                          | Unidades adscritas                                                                    |
| ------------------------ | ------------------------------ | ------------------------------------------------------------------------------------- |
| La Carraca, San Fernando | José López-Pinto               | - Regimiento de Infantería «Cádiz» n.º 33 - Regimiento de Artillería de Costa n.º 1   |
| Cartagena, Murcia        | Toribio Martínez Cabrera       | - Regimiento de Infantería «Sevilla» n.º 34 - Regimiento de Artillería de Costa n.º 3 |
| Ferrol, La Coruña        | Ricardo Morales                | - Regimiento de Infantería «Mérida» n.º 35 - Regimiento de Artillería de Costa n.º 2  |
| Mahón, Menorca           | Luis Pascual de Pobil Chicheri | - Regimiento de Artillería de Costa n.º 4                                             |

## Ejército de África

Sección septentrional de los territorios marroquíes bajo protectorado de España hasta 1956.

A cargo de Agustín Gómez Morato con residencia en Ceuta, a sus órdenes hay dos circunscripciones:

### Circunscripción Oriental
Con sede en Melilla al mando de Manuel Romerales Quintero y dividida en dos partes: Melilla y el Rif.
- Batallones de Cazadores de África: «Melilla» n.º 3 y «Ceuta» n.º 7.
- Grupo de ametralladoras de posición, en Melilla.
- 2 pelotones ciclistas.
- 1.ª Legión del Tercio, en Chauen.
- Grupos de Fuerzas Regulares Indígenas: «Melilla» n.º 2 y «Alhucemas» n.º 5.
- Agrupación de Artillería de la Circunscripción Oriental.
- Batallón mixto de Zapadores, en Melilla.
- Grupo de Intendencia Melilla-Rif.
- Grupo de Sanidad de Melilla-Rif.

### Circunscripción Occidental
Con sede en Tetuán al mando de Osvaldo Capaz Montes y dividida también en dos partes: Ceuta-Tetuán y Larache.
- Batallones de Cazadores de África: «San Fernando» n.º 1, «Las Navas» n.º 2, «Ceriñola» n.º 6 y «Serrallo» n.º 8.
- Grupo de ametralladoras de posición, en Ceuta.
- 3 pelotones ciclistas.
- 2.ª Legión del Tercio, en Tetuán.
- Grupos de Fuerzas Regulares Indígenas: «Tetuán» n.º 1, «Ceuta» n.º 3 y «Larache» n.º 4.
- Agrupación de Artillería de la Circunscripción Occidental.
- Batallón mixto de Zapadores, en Ceuta.
- Grupos de Intendencia: Ceuta-Tetuán y Larache.
- Grupo de Sanidad de Ceuta-Larache.

### Otras unidades
Con sede en Cabo Juby y dividido en cuatro territorios: Ifni, Cabo Juby, Río de Oro y La Agüera-Cabo Blanco.
Encargados de la defensa y mantenimiento de los fuertes de Villa Cisneros, Villa Bens y La Agüera, en la costa del Sáhara. Formados por una compañía disciplinaria en Villa Bens y destacamentos de Infantería, ametralladoras, Ingenieros, transmisiones, Artillería, Intendencia y Sanidad en los tres fuertes. Los comandantes de Villa Bens y Villa Cisneros y La Agüera son a su vez gobernadores de Cabo Juby, Río de Oro y La Agüera-Cabo Blanco respectivamente.
Comprendía cinco partes: Ifni, Cabo Juby, Río de Oro, La Agüera-Cabo Blanco y Guinea Española (Fernando Poo, Río Muni, Elobey, Annobón y Corisco).
Las fuerzas destacadas en el África española eran de escasa entidad y dependían directamente de la Presidencia del Consejo de Ministros: el Batallón de Tiradores de Ifni (formado por tres Tabores), la Guardia Civil de Ifni, las Tropas Nómadas del Sáhara (policía colonial del Sáhara) y la Guardia Colonial de Guinea Española.

## Mandos militares en 1936
Según consta en el Anuario Militar de 1936 estaban en activo 102 generales, conforme al siguiente detalle: tres tenientes generales (Pío López Pozas, disponible sin destino; Alberto Castro Girona, disponibles sin destino y José Rodríguez Casademunt, Presidente del Consejo de las Asambleas Militares) 24 generales de división, 57 generales de brigada, más 5 de la Guardia Civil, 2 de Carabineros, 4 de Intendencia, 3 de Servicios Médicos, 2 de Intervención y 1 del Cuerpo Jurídico.

### Pie de página
1. ↑  Ejército español el 16 de julio de 1936 IV - Newsgrupos.com
2. ↑  La reforma de Azaña dejó honda huella en la mente de la oficialidad española. Para algunos, que aceptan todavía la versión heredada, Azaña sigue siendo el monstruo, sospechoso de invertido, que trituró al Ejército por razones puramente sectarias, dejando a España indefensa, a fin de prepararla para su entrega a la masonería y el bolchevismo.
Tiempo de Historia - Segunda edición del análisis de la reforma militar de Azaña, de Michael Alpert
3. ↑  Rafael Casas de la Vega, Franco, militar, Editorial Fénix, Madrid, 1995, ISBN 84-88787-11-1, páginas 295-296
4. 1 2  Martínez Bande, 2007, p. 396.
5. 1 2 3  Martínez Bande, 2007, p. 305.
6. ↑  Martínez Bande, 2007, p. 354.
7. 1 2 3 4  Martínez Bande, 2007, p. 343.
8. ↑  Martínez Bande, 2007, p. 363.
9. 1 2  Martínez Bande, 2007, p. 207.
10. 1 2  «Circular, organización, primera sección». Diario Oficial del Ministerio de la Guerra (95): 186. 24 de abril de 1936.
11. 1 2 3  Martínez Bande, 2007, p. 355.
12. 1 2 3 4 5 6 7  Martínez Bande, 2007, p. 383.
13. ↑  Martínez Bande, 2007, p. 395.
14. ↑  Martínez Bande, 2007, p. 347.
15. ↑  Martínez Bande, 2007, p. 213.
16. 1 2  Martínez Bande, 2007, p. 391.
17. ↑  Martínez Bande, 2007, p. 366.
18. ↑  Martínez Bande, 2007, p. 291.
19. ↑  Datos tomados del Anuario Militar de España. Año 1936, Ministerio de la Guerra, con datos actualizados a 30 de abril del mismo año
20. 1 2 3 4  Alpert, 2013, p. 321.